# 菲利波礁

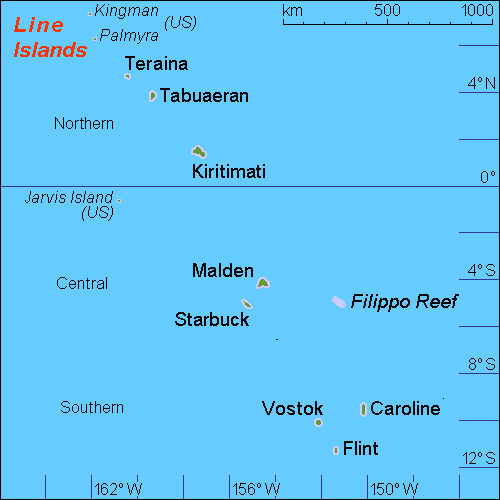

菲利波礁（Filippo Reef）是太平洋的珊瑚礁，位於斯塔巴克島以東450公里，屬於萊恩群島的一部分，全長1.6公里，該珊瑚礁在1886年6月28日被意大利船隻發現。

## 外部連結
- nautical description （页面存档备份，存于）